# Musée protestant
Musée protestant (tj. Protestantské muzeum) (dříve Musée virtuel du protestantisme, tj. Virtuální muzeum protestantismu) je on-line muzeum, které v roce 2003 založila nadace pastora Eugèna Bersiera. Muzeum představuje online formou historii protestantismu ve Francii od 16. století do současnosti.

## Historie
Eugène Bersier (1831-1889) byl pastor švýcarského původu a zakladatel protestantského kostela Étoile a odborné školy pro mladé dívky na avenue de la Grande-Armée v Paříži.
V březnu 1994 Francouzský protestantský svaz udělil Bersierově nadaci svolení, aby podnikla kroky k získání nového sídla v Paříži. Poté, co se zde vzniklo pamětní místo a muzeum Bible a protestantismu, byl projekt opuštěn. V roce 2000 se nadaci nepodařilo vytvořit běžné muzeum o dějinách protestantismu a rozhodla se společně se Společností pro dějiny francouzského protestantismu vytvořit muzeum na internetu. Tak vzniklo virtuální muzeum francouzského protestantismu, jehož cílem je zejména seznámit s specifičností protestantů prostřednictvím historie protestantismu.
Stránky muzea s volným přístupem byly slavnostně zprovozněny v lednu 2003. Poté následovala verze v angličtině a němčině, a to díky podpoře regionu Île-de-France a francouzského ministerstva kultury. V roce 2014 došlo k celkovému přepracování vzhledu a navigace při ponechání stávajícího obsahu.
V roce 2018 změnilo Virtuální muzeum protestantismu svůj název a logo a stalo se Protestantským muzeem.

## Obsah
Muzeum nabízí více než 1000 záznamů, rozdělených do čtyř sekcí doplněných 3000 obrázky. Jednotlivé záznamy jsou obohacena o videa, dokumenty a bibliografické odkazy a jsou k dispozici ve francouzštině, angličtině a němčině. Záznamy lze také třídit do tras, které je seskupují podle tématu v příslušném pořadí, čímž přebírají myšlenku prohlídek s průvodcem. Časové měřítko na domovské stránce ilustruje hlavní data v dějinách protestantismu.
Čtyři hlavní okruhy muzea jsou následující:
- dějiny
- osobnosti
- motivy
- umění - kulturní dědictví

Některé výstavy, které kolovaly v protestantských muzeích, jsou představeny také zde se specifickými poznámkami.
Od roku 2015 muzeum nabízí online kurz k protestantské reformaci speciálně určený pro žáky 5. tříd, s upravenými výukovými pokyny obsahujícími četné zvukové prvky, obrázky, videa i dokumenty určené učitelům. a dotazník pro validaci učení. V roce 2017 muzeum zpřístupnilo online novou trasu umožňující virtuální návštěvu protestantského kostela, v roce 2018 pak muzeum nabídlo trasu po Paříži, která představuje 19 významných míst pařížského protestantismu.